# Festival de Verbier
O Festival de Verbier é um festival de música internacional que acontece anualmente por duas semanas, entre o fim de Julho e o começo de Agosto, em um resort de Verbier, Suíça. Fundado em 1994, esse festival atrai solistas mundialmente conhecidos, como Evgeny Kissin, Martha Argerich, Mischa Maisky, Thomas Quasthoff, Lang Lang, Hilary Hahn, Leif Ove Andsnes e Emanuel Ax.
Durante o festival são oferecidas diversas atividades, tais como o "Verbier Festival Academy" que permite a determinados  musicos selecionados de frequentar cursos drante três semanas, o "Festival Verbier Discovery", que oferece diferentes programas de iniciação e conferências para crianças e adultos e actividades gratuitas.